# Velika nagrada Italije 2008
Velika nagrada Italije 2008 je bila štirinajsta dirka Svetovnega prvenstva Formule 1 v sezoni 2008. Odvijala se je 14. septembra 2008 na dirkališču Autodromo Nazionale Monza.

## Rezultati

### Kvalifikacije
| Poz | Št | Dirkač               | Konstruktor         | 1. del   | 2. del   | 3. del   | Št. m. |
| --- | -- | -------------------- | ------------------- | -------- | -------- | -------- | ------ |
| 1   | 15 | Sebastian Vettel     | Toro Rosso-Ferrari  | 1:35,464 | 1:35,837 | 1:37,555 | 1      |
| 2   | 23 | Heikki Kovalainen    | McLaren-Mercedes    | 1:35,214 | 1:35,843 | 1:37,631 | 2      |
| 3   | 10 | Mark Webber          | Red Bull-Renault    | 1:36,001 | 1:36,306 | 1:38,117 | 3      |
| 4   | 14 | Sébastien Bourdais   | Toro Rosso-Ferrari  | 1:35,543 | 1:36,175 | 1:38,445 | 4      |
| 5   | 7  | Nico Rosberg         | Williams-Toyota     | 1:35,485 | 1:35,898 | 1:38,767 | 5      |
| 6   | 2  | Felipe Massa         | Ferrari             | 1:35,536 | 1:36,676 | 1:38,894 | 6      |
| 7   | 11 | Jarno Trulli         | Toyota              | 1:35,906 | 1:36,008 | 1:39,152 | 7      |
| 8   | 5  | Fernando Alonso      | Renault             | 1:36,297 | 1:36,518 | 1:39,751 | 8      |
| 9   | 12 | Timo Glock           | Toyota              | 1:35,737 | 1:36,525 | 1:39,787 | 9      |
| 10  | 3  | Nick Heidfeld        | BMW Sauber          | 1:35,709 | 1:36,626 | 1:39,906 | 10     |
| 11  | 4  | Robert Kubica        | BMW Sauber          | 1:35,553 | 1:36,697 |          | 11     |
| 12  | 21 | Giancarlo Fisichella | Force India-Ferrari | 1:36,280 | 1:36,698 |          | 12     |
| 13  | 9  | David Coulthard      | Red Bull-Renault    | 1:36,485 | 1:37,284 |          | 13     |
| 14  | 1  | Kimi Räikkönen       | Ferrari             | 1:35,965 | 1:37,522 |          | 14     |
| 15  | 22 | Lewis Hamilton       | McLaren-Mercedes    | 1:35,394 | 1:39,265 |          | 15     |
| 16  | 17 | Rubens Barrichello   | Honda               | 1:36,510 |          |          | 16     |
| 17  | 6  | Nelson Piquet Jr.    | Renault             | 1:36,630 |          |          | 17     |
| 18  | 8  | Kazuki Nakadžima     | Williams-Toyota     | 1:36,653 |          |          | 18     |
| 19  | 16 | Jenson Button        | Honda               | 1:37,006 |          |          | 19     |
| 20  | 20 | Adrian Sutil         | Force India-Ferrari | 1:37,417 |          |          | 20     |

### Dirka
| Poz | Št | Dirkač               | Konstruktor         | Krogi | Čas/Odstop  | Št. m. | Toč |
| --- | -- | -------------------- | ------------------- | ----- | ----------- | ------ | --- |
| 1   | 15 | Sebastian Vettel     | Toro Rosso-Ferrari  | 53    | 1:26:47,494 | 1      | 10  |
| 2   | 23 | Heikki Kovalainen    | McLaren-Mercedes    | 53    | + 12,512 s  | 2      | 8   |
| 3   | 4  | Robert Kubica        | BMW Sauber          | 53    | + 20,471 s  | 11     | 6   |
| 4   | 5  | Fernando Alonso      | Renault             | 53    | + 23,903 s  | 8      | 5   |
| 5   | 3  | Nick Heidfeld        | BMW Sauber          | 53    | + 27,748 s  | 10     | 4   |
| 6   | 2  | Felipe Massa         | Ferrari             | 53    | + 28,816 s  | 6      | 3   |
| 7   | 22 | Lewis Hamilton       | McLaren-Mercedes    | 53    | + 29,912 s  | 15     | 2   |
| 8   | 10 | Mark Webber          | Red Bull-Renault    | 53    | + 32,048 s  | 3      | 1   |
| 9   | 1  | Kimi Räikkönen       | Ferrari             | 53    | + 39,468 s  | 14     |     |
| 10  | 6  | Nelson Piquet Jr.    | Renault             | 53    | + 54,445 s  | 17     |     |
| 11  | 12 | Timo Glock           | Toyota              | 53    | + 58,888 s  | 9      |     |
| 12  | 8  | Kazuki Nakadžima     | Williams-Toyota     | 53    | + 1:02,015  | 18     |     |
| 13  | 11 | Jarno Trulli         | Toyota              | 53    | + 1:05,954  | 7      |     |
| 14  | 7  | Nico Rosberg         | Williams-Toyota     | 53    | + 1:08,635  | 5      |     |
| 15  | 16 | Jenson Button        | Honda               | 53    | + 1:13,370  | 19     |     |
| 16  | 9  | David Coulthard      | Red Bull-Renault    | 52    | +1 krog     | 13     |     |
| 17  | 17 | Rubens Barrichello   | Honda               | 52    | +1 krog     | 16     |     |
| 18  | 14 | Sébastien Bourdais   | Toro Rosso-Ferrari  | 52    | +1 krog     | 4      |     |
| 19  | 20 | Adrian Sutil         | Force India-Ferrari | 51    | +2 kroga    | 20     |     |
| Ods | 21 | Giancarlo Fisichella | Force India-Ferrari | 11    | Trčenje     | 12     |     |